# Ciril I de Moscou
Ciril I (Sant Petersburg, Rússia, 20 de novembre de 1946), nascut Vladímir Mikhàilovitx Gundiàiev (en rus: Владимир Михайлович Гундяев), és l'actual Patriarca de Moscou, primat de l'Església Ortodoxa Russa. Ha estat un Metropolità de Smolensk i Kaliningrad des de 1991, president del departament de relacions externes de l'Església Ortodoxa Russa, i membre permanent del Sínode Sagrat des de novembre de 1989. Fou elegit Patriarca de Moscou el 27 de gener de 2009, essent entronitzat el dia 1 de febrer del mateix any. Igual que el seu predecessor, Aleix II, durant molt de temps fou un oficial del KGB, l'agència de seguretat de la Unió Soviètica. Des del 2018 té l'Església Ortodoxa Russa en cisma amb el patriarcat ecumènic de Constantinoble.
Ciril va néixer a la Leningrad soviètica, on el seu pare i avi eren sacerdots ortodoxos. El 1969, va prendre els vots monàstics (3 d'abril), va ser ordenat Hierodiaca (7 d'abril) i Hieromonjo (1 de juny). El 1970, Ciril es va graduar a l'Acadèmia Teològica de Leningrad, on es va mantenir com a professor de teologia dogmàtica. Va ser nomenat secretari personal de Nicodem, Metropolità de Leningrad, el 30 d'agost de 1970.
El 12 de setembre de 1971, va esdevenir arximandrita Ciril i fou enviat com a representant de l'Església Ortodoxa Russa davant el Consell Mundial d'Esglésies (CME) a Ginebra. El 26 de desembre de 1974, va ser nomenat rector del Seminari i Acadèmia Eclesiàstica de Leningrad. Des de desembre de 1975, ha estat membre del Comitè Central del CME, així com del seu Comitè Executiu.